# Ганди (фильм)
«Га́нди» (англ. Gandhi) — биографический фильм 1982 года, снятый Ричардом Аттенборо. Рассказывает о жизни Махатмы Ганди — лидера и идеолога движения ненасильственного сопротивления против британского колониального владычества в Индии в первой половине XX века.
Картина заняла 34 место в списке 100 лучших фильмов по версии Британского института кино, а также была удостоена 8 премий «Оскар».

## Сюжет
Фильм начинается с предисловия от его авторов, в котором они объясняют свой подход к проблеме изображения сложного жизненного пути Махатмы Ганди:
Ни одна человеческая жизнь не может быть описана в одном повествовании, и особенно это касается Ганди, чей жизненный путь был так тесно переплетён с борьбой его народа за свободу. Невозможно в достаточной мере рассказать о каждом событии, всех деяниях и жертвах великих мужчин и женщин, кому он и Индия обязаны так многим. Всё, что мы могли сделать — быть верными духу в описании его пути и найти в каждом зрителе путь к сердцу человека…
Фильм начинается с убийства Ганди 30 января 1948 года. После вечерней молитвы Ганди помогают выйти к большой группе собравшихся для встречи с ним поклонников. Один из этих людей стреляет ему в упор в грудь. Ганди восклицает «О, Господи!» (в оригинале — «Hé Ram!») и падает замертво. Затем следуют кадры огромной процессии на его похоронах, на которую собрались священники со всего мира.
Ранняя жизнь Ганди в фильме не показана и не упоминается. Вместо этого сюжет возвращается к событию, которое однажды коренным образом изменило жизнь Ганди — в 1893 году в Южно-Африканской Республике проводник грубо выкидывает его из поезда за то, что кожа Ганди недостаточно белая (несмотря на то, что он является гражданином Великобритании, адвокатом, и едет в первом классе, за который заплатил, как и все остальные). Ганди осознаёт, что законы неравны по отношению к индийцам, и решает начать кампанию протеста без оружия за права всех индийцев.

## В ролях
- Бен Кингсли — Махатма Ганди
  - в советском прокате дублировал Рудольф Панков
- Рохини Хаттангади — Кастурба Ганди
- Рошан Сетх — «Пандит» Джавахарлал Неру
- Саид Джаффри — «Сардар» Валлабхбхаи Патель
- Алик Падамси — Мухаммад Али Джинна
- Кэндис Берген — Маргарет Бурк-Уайт
- Иэн Чарлсон — Чарльз Фрир Эндрюс
- Амриш Пури — Хан
- Эдвард Фокс — бригадный генерал Реджинальд Дайер, который совершил Амритсарскую бойню
- Джон Гилгуд — барон Ирвин
- Джон Миллс — лорд Челмсфорд
- Мартин Шин — Винс Уокер
- Атол Фугард — генерал Ян Смэтс
- Ом Пури — Нахари
- Дэниел Дэй-Льюис — Колин, южноафриканский парень, пытавшийся притеснить Ганди и Эндрюса
- Тревор Ховард — судья Брумфилд
- Мариус Вейерс — проводник поезда
- Прадип Кумар — Кришна Менон
- Вирендра Раздан — Маулана Азад
- Хабиб Танвир — сэр Чиманлал Харилал Сеталвад
- Джеральдин Джеймс — Мирабен
- Иэн Баннен — старший офицер Филдс
- Ричард Гриффитс — Коллинз
- Найджел Хоторн — Кинноха
- Ричард Вернон — сэр Эдвард Альберт Гейт
- Майкл Хордерн — сэр Джордж Ходж
- Шрирам Лагу — Гопал Кришна Гокхале
- Терренс Хардиман — Рамсей Макдональд
- Далип Тахил — Зия
- Бернард Хилл — сержант Патнэм
- Панкадж Мохан — первый секретарь Ганди, Махадев Десаи
- Панкадж Капур — второй секретарь Ганди, Пьярелал Найяр
- Ананг Десаи — Ачарья Крипалани
- Дилшер Сингх — Хан Абдул Гаффар Хан
- Гюнтер Мария Хальмер — Герман Калленбах
- Питер Харлоу — лорд Луис Маунтбеттен
- Суприя Патхак — Ману
- Нина Гупта — Абха
- Том Олтер — доктор во дворце Ага-Хана
- Алок Натх — Таиб Мохаммед
- Шекхар Чаттерджи — Хусейн Шахид Сухраварди

## Производство
Ричард Аттенборо несколько раз пытался приступить к съёмкам картины. В 1952 году Габриэль Паскаль заключил соглашение с премьер-министром Индии (Джавахарлалом Неру) о создании фильма о жизни Ганди. Но в 1954 году Паскаль умер, и съёмки не состоялись.
В 1962 году с Аттенборо связался Мотилал Котари, государственный служащий индийского происхождения и преданный последователь Ганди. Котари настоял на том, чтобы Аттенборо встретился с ним для обсуждения съёмок фильма о Ганди. Аттенборо согласился и потратил следующие 18 лет, пытаясь снять фильм. Он встретился с премьер-министром Неру и его дочерью Индирой Ганди. Неру одобрил фильм и пообещал поддержать его производство, но в 1964 году он скончался.
Дэвид Лин и Сэм Шпигель планировали создать фильм о Ганди после завершения работы над картиной «Мост через реку Квай», но отказались от проекта в пользу «Лоуренса Аравийского». Ричард Аттенборо обратился к Лину за помощью в конце 1960-х. Лин согласился участвовать в создании фильма и предложил Аттенборо главную роль, но позже вновь оставил проект и начал снимать «Дочь Райана».
Аттенборо попытался возродить проект в 1976 году при поддержке компании Warner Brothers. Продюсер Рани Дьюб убедила премьер-министра Индиру Ганди выделить 10 миллионов долларов на финансирование картины. Наконец, в 1980 году подготовка была завершена.
Съёмки начались 26 ноября 1980 года и завершились 10 мая 1981 года. Некоторые сцены были сняты возле моста Койлвар в Бихаре. По данным Книги рекордов Гиннеса, в сцене похорон было задействовано более 300 000 статистов — больше чем для любого другого фильма.

### Кастинг
Во время подготовки к съёмкам было много предположений о том, кто исполнит роль Ганди. Выбор пал на Бена Кингсли, имеющего индийские корни.

## Релиз и оценки
Премьера картины состоялась в Нью-Дели, Индия, 30 ноября 1982 года. Два дня спустя, 2 декабря, состоялась премьера на Одеон Лестер-сквер в Лондоне в присутствии принца Чарльза и принцессы Дианы. В среду 8 декабря 1982 года фильм был выпущен ограниченным тиражом в США.

### Касса
Фильм собрал 183 583 долларов за первые пять дней проката в четырёх кинотеатрах Северной Америки. Из-за продолжительности фильма его можно было показывать только три раза в день. В США и Канаде он собрал 52 767 889 долларов США, заняв 12 место по кассовым сборам в 1982 году.
В мировом прокате фильм собрал 75 000 000 долларов. Он стал третьим самым кассовым фильмом года за пределами Северной Америки.
В Великобритании фильм собрал 7 700 000 фунтов стерлингов. Картина входит в десятку самых кассовых британских независимых фильмов всех времён с поправкой на инфляцию.
В Индии картина стала одним из самых кассовых фильмов всех времён, заработав более 1 миллиарда рупий. По сегодняшнему обменному курсу эта сумма равна 14 900 000 долларов.
«Goldcrest Films» инвестировала в фильм 5 076 000 фунтов стерлингов, а выручила 11 461 000 фунтов стерлингов.

### Критика
Фильм получил в основном положительные отзывы.
Среди немногих, кто отнёсся к фильму негативно, историк Лоуренс Джеймс, он назвал картину «чистой агиографией», а антрополог Ахил Гупта сказал, что фильм «страдает от поверхностной и вводящей в заблуждение интерпретации истории».
Фильм также подвергся критике со стороны некоторых комментаторов правого толка, которым не понравилась пропаганда ненасилия в фильме, в их числе были Пэт Бьюкенен, Эммет Тиррелл и Ричард Гренье.
Роджер Эберт присудил фильму четыре звезды, назвав его «замечательным опытом», и поместил его на пятое место в своей десятке лучших фильмов 1983 года.
В Newsweek Джек Кролл заявил, что существует «очень мало фильмов, которые обязательно нужно посмотреть. „Ганди“ Ричарда Аттенборо — один из них».

## Награды и номинации

### Награды
- 1982 — 2 премии Национального совета кинокритиков США: лучший фильм, лучшая мужская роль (Бен Кингсли).
- 1983 — 8 премий «Оскар»: лучший фильм (Ричард Аттенборо), лучшая мужская роль (Бен Кингсли), лучшая режиссура (Ричард Аттенборо), лучшая работа художника-постановщика/декоратора (Стюарт Крэйг, Боб Лейн, Майкл Сиртон), лучшая операторская работа (Билли Уильямс, Ронни Тейлор), лучший дизайн костюмов (Бхану Атайя, Джон Молло), лучший монтаж (Джон Блум), лучший оригинальный сценарий (Джон Брайли).
- 1983 — 5 премий «Золотой глобус»: лучшая мужская роль (драма) (Бен Кингсли), лучший режиссёр (Ричард Аттенборо), лучший сценарий (Джон Брайли), лучший иностранный фильм, мужской прорыв года (Бен Кингсли).
- 1983 — 5 премий BAFTA: лучший фильм (Ричард Аттенборо), лучшая режиссура (Ричард Аттенборо), лучшая мужская роль (Бен Кингсли), мужской прорыв года (Бен Кингсли), лучшая женская роль второго плана (Рохини Хаттангади).
- 1983 — 3 премии «Давид ди Донателло»: «Европейский Давид», лучший зарубежный фильм и лучший продюсер зарубежного фильма (все — Ричард Аттенборо).
- 1983 — премия Гильдии режиссёров США за лучшую режиссуру — художественный фильм (Ричард Аттенборо).

### Номинации
- 1983 — 3 номинации на премию «Оскар»: лучший грим (Том Смит), лучшая музыка (Рави Шанкар, Джордж Фентон), лучший звук (Джерри Хамфрис, Робин О'Донохью, Джонатан Бейтс, Саймон Кей).
- 1983 — 11 номинаций на премию BAFTA: лучшая операторская работа (Билли Уильямс, Ронни Тейлор), лучший дизайн костюмов (Бхану Атайя, Джон Молло), лучший монтаж (Джон Блум), лучший грим (Том Смит), лучшая работа художника-постановщика (Стюарт Крэйг), лучшая музыка (Рави Шанкар, Джордж Фентон), лучший сценарий (Джон Брайли), лучший звук (Джерри Хамфрис, Робин О'Донохью, Джонатан Бейтс, Саймон Кей), лучший актер второго плана (Эдвард Фокс и Рошан Сет), лучшая актриса второго плана (Кэндис Берген).
- 1984 — номинация на премию «Грэмми» за лучший альбом с оригинальным саундтреком (Рави Шанкар, Джордж Фентон).